# Build (canção)
Build é uma canção de 1987, lançada no álbum The People Who Grinned Themselves to Death, pela extinta banda inglesa The Housemartins. Teve sucesso no Brasil em meados de 1988 e ficou conhecida como Melô do papel, devido ao seu refrão ba-ba-ba-ba-build (pa-pa-pa-papel), trata-se de um caso de virundum, pois a pronúncia das palavras ba e build em português juntas soa semelhante à da palavra papel.
Entrou para a trilha sonora internacional da novela Bebê a Bordo, da TV Globo. Na trama, a música foi o tema da personagem Ana, interpretada por Isabela Garcia.

## Letra
Ao contrário do que muitas pessoas pensam, apesar de ter uma batida mais suave, a canção não é considerada romântica. A razão disso é que a letra da música fala sobre construção civil. É uma crítica às construtoras britânicas da época, que executavam obras de prédios em série, sem considerar a preservação das memórias locais.